# Dragutin Čermak
Dragutin "Misko" Čermak (Servisch: Драгутин "Мишко" Чермак) (Belgrado, 12 oktober 1944 – aldaar, 12 oktober 2021) was een Joegoslavische basketballer, die van 1968 tot 1975 in het Joegoslavisch nationaal basketbalteam speelde, waar hij ook aanvoerder van is geweest. Čermak was sinds augustus 1973 getrouwd met actrice Vesna Malohodžić,die amper vier maanden na hem overleed op 4 februari 2022. 
Čermak speelde van 1973 tot 1975 voor Nationale-Nederlanden Donar uit Groningen en was ook trainer van het eerste team. De toenmalige coach, Hans Perrier, was geen trainer en dus kreeg Čermak een dubbelrol. Čermak was de eerste Oost-Europeaan die uitkwam voor een Nederlandse basketbalclub. Nadat zijn tweede seizoen niet zo verliep als de club had gehoopt verliet Čermak Donar om terug te keren naar Joegoslavië. 
Hij stierf op 12 oktober 2021 op zijn 77ste verjaardag in Belgrado.

## Erelijst
- Verliezend finalist op de Olympische Spelen 1968
- Wereldkampioen 1970
- Verliezend finalist op Eurobasket 1969
- Verliezend finalist op Eurobasket 1971